# Spilosoma neurica
Spilosoma neurica là một loài bướm đêm thuộc phân họ Arctiinae, họ Erebidae.